# Constitution de l'État de Yap
Lire en ligne

Version originale : Site de la Cour suprême
Sur Wikisource : Version traduite

La constitution de l'État de Yap, un des quatre États des États fédérés de Micronésie est le texte de droit fondamental de l'État de Yap. Elle est adoptée dans le courant de l'année 1982, est promulguée le 24 décembre de cette même année et entre en vigueur le 1er janvier 1983. Des amendements ont été adoptés par référendum et promulgués le 24 novembre 2006. La constitution comporte 15 articles. Elle est consultable en anglais sur le site internet de la Cour suprême des États fédérés de Micronésie.

## Histoire de la Constitution
La constitution de l'État de Yap est élaborée par une convention constitutionnelle formée de délégués élus par le peuple. La constitution rédigée à cette occasion est proposée au référendum. Elle est adoptée à la majorité et promulguée le 24 décembre 1982,. Elle entre en vigueur le 1er janvier 1983. À cette époque, l'État de Yap constitue une subdivision du Territoire sous tutelle des îles du Pacifique administré par les États-Unis. L'indépendance n'occasionne pas de changements dans la constitution. Onze amendements ont été proposés en 2004 par une convention constitutionnelle. Ils ont été approuvés par le peuple le 7 novembre 2006 et certifiés par le commissaire aux élections de l'État de Yap le 24 novembre 2006. Un amendement à l'article XIV de la constitution, par ajout d'une section 12, concernant l'interdiction des jeux d'argent, est adopté par l'assemblée législative le 14 mai 2014 (résolution 8-102). Ainsi que le nécessite toute tentative de modification de la constitution, il est proposé au référendum. L'amendement est rejeté le 4 novembre 2014 par 2545 voix contre 2284.

## Structure de la Constitution
La Constitution telle qu'elle a été ratifiée le 24 décembre 1982 comprend, après un bref préambule, quinze articles. Onze amendements ont été apportés en 2006 sans modifier le nombre d'articles. À l'exception des articles I et VIII, les articles sont découpés en sections. Certains amendements modifient le texte initial, d'autres ajoutent une section. Les articles I à VII définissent la structure de base du gouvernement.

### Préambule et article 1
« Nous, les habitants de l'État de Yap désirant vivre en paix et en harmonie avec l'autre, nos voisins et notre environnement, reconnaissant notre patrimoine traditionnel et villageois comme le fondement de notre société et de notre économie, réalisons que notre prospérité et bien-être requiert une sélection et intégration intelligente de la technologie et des institutions modernes, nous consacrons nous-mêmes à gouverner notre État, maintenant et pour toujours, pour le bien-être général de toutes les générations à venir, nous décrétons et établissons la présente Constitution de l'État de Yap. »

Ce préambule fonde la constitution sur le peuple de l'État de Yap. Il n'est nullement fait mention des États fédérés de Micronésie et de sa constitution. Cette dernière a été ratifiée en 1979 alors que le territoire est encore administré dans le cadre du Territoire sous tutelle des îles du Pacifique, puis amendée en 1990 peu après l'indépendance reconnue par l'ONU. Dans les faits, la constitution de l'État de Yap est subordonnée à celle de la Micronésie. Le préambule met clairement en avant la préoccupation de continuer à suivre les usages traditionnels de la société en y intégrant de façon sélective les éléments de la vie moderne.

### L'article I
L'article I est une clause de suprématie simple : « Cette Constitution est la loi suprême de l'État. Un acte de gouvernement en conflit avec cette Constitution est invalide dans la mesure du conflit ».

### Article II: Les droits fondamentaux
L'article II comprend treize sections dont le contenu est presque identique à celui de la Charte des droits de la Constitution des États-Unis. Les droits garantis incluent la liberté de parole et de presse, la séparation de l'église et de l'état. La constitution garantie également les citoyens contre les fouilles, les perquisitions et les saisies abusives, le droit à une procédure judiciaire régulière et une protection égale, le droit à un conseil et à la confrontation dans les affaires pénales, ainsi qu’à un procès rapide et public, le droit de ne pas s'incriminer soi-même, le droit contre une caution excessive ou une peine cruelle et exceptionnelle.
L'article II garantit le droit de demander un bref d'habeas corpus, l'interdiction de promulgation de lois rétroactives ou compromettant des obligations contractuelles, l'interdiction de l'esclavage, le droit à une juste indemnité lors d'une expropriation, le droit de poursuivre le gouvernement en justice pour obtenir réparation. La dernière section rappelle que cette énumération ne peut interdire l'existence d'autres droits pour la population.

### Les chefs traditionnels et les coutumes

Frontières des nug des Îles Yap avec en tireté les limites des villages

La première section de l'article III de la constitution yapaise, ajoutée en 2006 par un amendement, reconnaît le rôle dans les traditions et les coutumes des Dalip pi Nguchol, les trois chefs suprêmes des îles Yap, ceux qui y possèdent les trois terres de plus haut rang et sous l'autorité desquels l'ensemble des villages, comportant eux-mêmes des chefs, est réparti en trois nug,,. Traditionnellement et conséquence du système hiérarchique du sawei, les îles Yap ont toujours eu un statut plus élevé que les îles extérieures de Yap,. Pour veiller au respect et au maintien des traditions et coutumes, la deuxième section de l'article III de la constitution formalise depuis sa promulgation en 1982 l'existence de deux conseils des chefs : l'un pour les chefs des municipalités des îles Yap, le conseil de Pilung et l'autre pour les chefs des municipalités des îles extérieures de Yap, le conseil deTamol,,,.

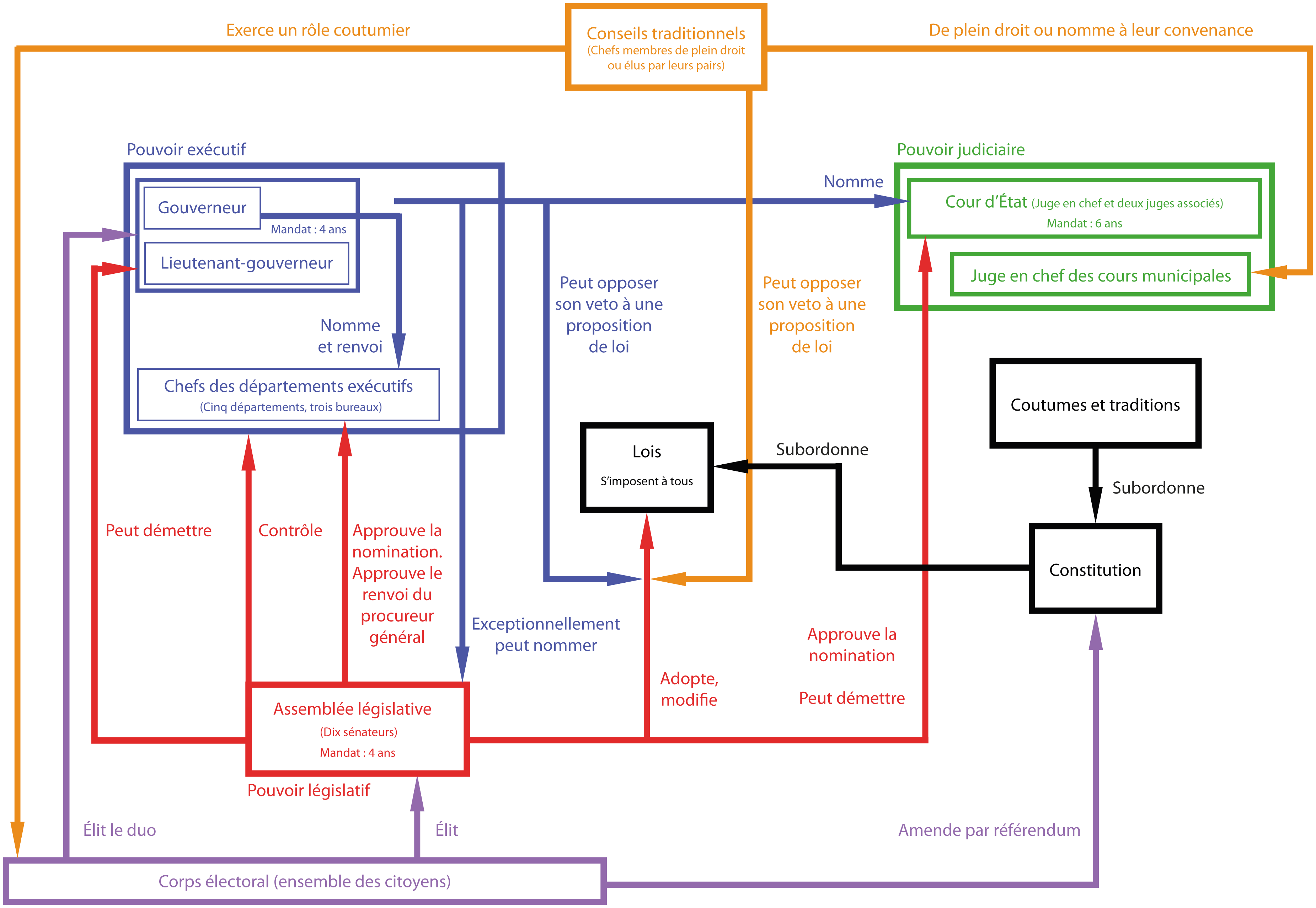
Les quatre pouvoirs institutionnels de l'État de Yap

Les sections 16 à 18 de l'article V de la constitution habilitent les conseils à remplir des fonctions qui concernent la tradition et la coutume dans l'État et à examiner et à désapprouver un acte de la législature de l'État de Yap s'il enfreint à leur sens les coutumes et les traditions,,. Celles-ci ne sont pas codifiées mais transmises oralement. D'après Tina Takashy, dans le cadre du foyer, ceci peut entraîner des abus et violations des droits de l'homme lorsque l'objectif est d'assurer la protection de la cohésion sociale et l'harmonie et la survie commune. La première section de l'article XV prévoit la possibilité de codifier les lois traditionnelles. Le droit de veto, que les conseils utilisent avec parcimonie, ne peut pas être annulé. Le législateur, s'il souhaite poursuivre le cheminement législatif, doit incorporer les objections dans le projet de loi, le renvoyer pour examen à l'assemblée puis, en cas d'adoption, à nouveau aux conseils pour approbation. Pour éviter un blocage, les projets de loi peuvent être soumis à une lecture préalable par les conseils. En 1982, au cours de la convention constitutionnelle yapaise, le droit de veto, hérité de la Charte du district de Yap de 1978, a fait l'objet d'un intense débat. Le Comité permanent de la convention, organe de proposition, l'écarte au profit d'un texte exigeant que seuls les projets de loi relatifs à la coutume et à la tradition soient transmis aux Conseils et qu'ils ne puissent que commenter et non désapprouver un projet de loi. Les délégués de la convention ont refusé cette recommandation.
La troisième section de l'article III spécifie que rien dans la Constitution ne pourra être interprété comme une limitation ou une invalidation de quelque tradition ou coutume reconnue. Les coutumes et traditions priment sur tout texte de loi, toute interprétation de la constitution et même sur toute décision judiciaire. Pour l'avocat en droit Brian Z. Tamanaha, « contrairement aux trois autres branches toutefois, les conseils transcendent le concept de séparation des pouvoirs en exerçant des fonctions quasi législatives, quasi exécutives et judiciaires, sans oublier les fonctions de chef ».

### Article IV: Les élections
L'article IV fixe les conditions de vote. Tout citoyen âgé de 18 ans, inscrit sur les listes électorales, ayant satisfait à la période minimale de résidence, n'ayant pas été radié par une condamnation en justice, pour incapacité mentale  ou folie est autorisé à voter. L'État doit prescrire par la loi la méthode de vote et fournir les moyens nécessaires à l'organisation du suffrage et au secret du vote. La date des élections générales est fixée au premier mardi suivant le premier lundi de novembre d'une année paire tous les quatre ans. Des circonstances exceptionnelles peuvent différer l'élection jusqu'à 60 jours. Des élections spéciales pourront être tenues conformément à la loi. En cas d'égalité de vote entre les deux candidats ayant eu le plus de votes, un second tour doit être organisé pour les départager.
Les circonscriptions électorales - nommées districts - dans lesquelles sont élus les membres de l'Assemblée législative sont définis par l'article XI. Le premier district électoral est celui de l'archipel des îles Yap et doit compter six élus. Les quatre autres districts ne choisissent qu'un seul élu. Le deuxième district électoral est composé des atolls d'Ulithi, de l'île de Fais, de l'atoll de Sorol et de l'atoll de Ngulu. Le troisième district correspond à l'atoll de Woleai. L'atoll d'Eauripik, l'atoll de Faraulep et l'atoll d'Ifalik sont regroupés dans le quatrième district. Le cinquième district concerne l'île de Satawal, l'atoll de Lamotrek et l'atoll d'Elato. Il est prévu une mise à jour de ces districts tous les 10 ans par l'Assemblée. Celle-ci qui doit faire en sorte que  la population soit approximativement égale par élu tout en tenant compte de la configuration sociale et géographique de l'État.

### Assemblée législative et droit coutumier
L'article V concerne l'Assemblée législative, investie du pouvoir législatif de l'État. Elle est composée de dix membres, âgés d'au moins 25 ans, citoyens des États fédérés de Micronésie depuis au moins dix ans, résidents de l'État depuis au moins cinq ans et de la circonscription électorale à laquelle ils se présentent, et où ils sont inscrits sur les listes électorales, depuis au moins l'année qui précède immédiatement le dépôt de leur candidature. Ils ne doivent pas avoir été reconnus coupables d'un crime, sauf s'ils ont reçu un pardon restaurant leurs droits. Chacun des membres est élu lors d'une élection générale dans une circonscription électorale tel que défini dans l'article XI de la Constitution. Leur mandat commence à midi le deuxième lundi de janvier après les élections générales et se termine à midi le deuxième lundi de janvier, quatre ans plus tard. En cas de vacance d'un siège à moins d'un an de la fin du mandat, le Gouverneur l'attribue par nomination. Autrement, il est attribué par une élection spéciale.
Les élus reçoivent un salaire prescrit par la loi. Toute augmentation de salaire votée ne devient effective qu'après la fin de leur mandat. Les élus ne peuvent postuler pendant un an après la fin de leurs fonctions à un emploi ou à une fonction publique crée ou dont le traitement aura été augmenté sous leur mandat par acte législatif. Sauf cas de crime ou de violation de paix, les élus ne peuvent pas être arrêtés. Ils ne sont pas tenu de répondre de leurs déclarations ou actions prises dans l'exercice de leurs fonctions. Un membre de l'Assemblée peut être puni par la censure ou, par un vote des deux tiers des membres, par suspension ou expulsion.
La conduite des affaires courantes nécessite la présence des deux tiers de l'Assemblée. L'obtention de la majorité des voix suffit à l'adoption d'un texte de loi ou d'une résolution, hormis lorsqu'il s'agit de son passage final, auquel cas le vote des tiers des membres est nécessaire. Un projet de loi doit passer par deux lectures à l'Assemblée législative à des jours différents. Une fois adopté, il est transmis au Conseil de Pilung et au Conseil de Tamol pour examen. S'ils jugent que le projet de loi affecte négativement la tradition et la coutume ou le rôle ou la fonction d'un chef traditionnel tel que reconnu par la tradition et la coutume, ils en décrivent les effets négatifs à l'attention de l'Assemblée dans les trente jours. Un projet de loi désapprouvé peut être modifié pour répondre aux objections des Conseils et, s'il est modifié et adopté, une seule lecture est alors nécessaire. Il est ensuite à nouveau soumis aux Conseils. Un projet de loi ayant passé avec succès l'examen des chefs coutumiers est transmis au gouverneur. Il dispose de dix ou trente jours selon les situations pour examiner le projet de loi qui lui est présenté. Passé ce délai, le projet devient loi. Le gouverneur le signe s'il approuve le projet de loi, lequel devient une loi. Le gouverneur peut opposer son veto à un projet de loi dans son ensemble. S'il s'agit d'une loi prévoyant des dépenses publiques, il peut s'opposer à un ou plusieurs postes de dépenses, en les supprimant ou en les modifiant. Les parties non censurées deviennent loi. Si l'Assemblée accepte les parties modifiées, une adoption en une seule lecture avec deux tiers des voix conduit à son adoption. Si le projet de loi est modifié par l'Assemblée, il est à nouveau transmis au gouverneur qui peut choisir de le signer ou non.
En cas de malversation, faute d'exécution ou condamnation pour crime, le gouverneur, le lieutenant-gouverneur ou un juge de la Cour d'État peut être démis de ses fonctions par un vote des trois quarts des membres de l'Assemblée législative.

### Le pouvoir exécutif
Les sections 1 à 5 de l'article VI définissent les postes de gouverneur et de lieutenant-gouverneur. Le pouvoir exécutif de l'État est exercé par le gouverneur, en duo avec un lieutenant-gouverneur. Leur salaire est prescrit par la loi et ne peut être augmenté ou diminué que dans le cadre d'une loi générale s'appliquant aux agents salariés du gouvernement de l'État. Si le postulant au poste de gouverneur est un résident des îles Yap, le postulant au poste de lieutenant-gouverneur sera un résident des îles extérieures de Yap, et si le gouverneur est un résident des îles extérieures de Yap, le lieutenant-gouverneur sera un résident des îles Yap. Le duo est élu par les électeurs de l'État lors d'une élection générale, pour un mandat de quatre ans, renouvelable consécutivement une fois. Pour être éligible, il faut être âgé d'au moins trente ans, être citoyen des États fédérés de Micronésie par la naissance, avoir été résident de l'État pendant au moins quinze ans et durant les cinq années précédant le dépôt de la candidature, être une personne éligible à voter dans l'État, et n'avoir jamais été reconnu coupable d'un crime à moins d'avoir obtenu un pardon restaurant les droits civils. La personne qui reçoit le plus grand nombre de votes, et au moins quarante-cinq pour cent des suffrages exprimés, est élue gouverneur. Si ce quota n'est pas atteint les deux duo ayant reçu le plus grand nombre de votes participent à une élection spéciale.
Le gouverneur ne doit pas détenir une autre fonction publique ou emploi au cours de son mandat. Quant au lieutenant-gouverneur, il peut être nommé par le gouverneur à la tête de la direction d'un département exécutif établi par la loi et assumer les autres responsabilités assignées par le gouverneur ou prescrites par la loi. En cas d'absence ou d'incapacité du gouverneur à exercer ou à s'acquitter de ses fonctions, le lieutenant-gouverneur doit y suppléer. Si celui-ci ne le peut pas, le directeur d'un des principaux départements exercera les pouvoirs et les fonctions du poste de Gouverneur. Si les postes du gouverneur et du lieutenant-gouverneur sont vacants, le président de l'Assemblée législative doit succéder au gouverneur.
Le gouverneur est responsable de l'exécution fidèle des lois. Il peut accorder des sursis et des grâces, commutations, après la condamnation, sous réserve de la réglementation établie par la loi, sauf dans les cas de destitution. Aucun sursis, commutation et grâce ne peut être accordé à une personne détenant le poste de lieutenant-gouverneur ou de gouverneur. Le gouverneur doit communiquer chaque année à l'Assemblée législative, par message, la condition de l'État, et doit de la même manière recommander les mesures qu'il jugera souhaitable.
La section 8 de l'article VI institue que les postes exécutifs, administratifs, les ministères et les institutions de l'État et du Gouvernement ainsi que leurs fonctions respectives, leurs pouvoirs et leurs droits doivent être établis par la loi. Chaque département principal est sous la supervision du gouverneur et est dirigé par un directeur unique, sauf disposition contraire de la loi. Il est désigné et nommé par le gouverneur, avec l'avis et le consentement de l'Assemblée législative, pour servir à la discrétion du gouverneur pendant son mandat. Seul le renvoi du procureur général est soumis à l'avis et au consentement de l'Assemblée législative. La nomination des membres des directions des organismes de régulation ou quasi-judiciaires se fait avec l'avis et le consentement de l'Assemblée législative. La durée du mandat et la révocation des membres est prévue par la loi.
La section 9 prévoit la possibilité pour le gouverneur de déclarer l'état d'urgence jusque pendant 30 jours pour préserver la paix publique, la santé ou la sécurité, à un moment d'urgence extrême causé par des troubles civils, une catastrophe naturelle, ou la menace immédiate de guerre ou d'insurrection. L'état d'urgence ne peut entraver le pouvoir judiciaire mais reste libre de toute ingérence judiciaire pendant quinze jours après sa première publication. Il peut nuire à un droit civil dans la mesure réellement nécessaire pour la préservation de la paix, la santé ou la sécurité. L'état d'urgence peut être prolongé : dans les trente jours après la déclaration d'urgence, l'Assemblée législative doit répondre à la convocation du président de l'Assemblée ou du gouverneur d'examiner la révocation, modification ou extension de la déclaration. Hormis si elle expire selon ses propres termes, est révoquée ou prolongée, une déclaration d'urgence est effective durant trente jours.

### Article 7: Pouvoir judiciaire
La section 2 a été modifiée par un amendement constitutionnel adopté par les électeurs de l'État de Yap le 7 novembre 2006 et certifié par le commissaire aux élections de l'État de Yap le 24 novembre 2006. L'amendement a été défini dans la proposition de loi no 2004-38, D1 de la Convention constitutionnelle de Yap de 2004. La portion ajoutée est soulignée.
Section 1. Le pouvoir judiciaire de l'État est exercé par la Cour d'État, et par les autres tribunaux qui peuvent être créés par la loi.
Section 2. La Cour d'État est la plus haute juridiction de l'État et se compose d'un juge en chef et de deux juges associés. Le nombre de juges associés peut être augmenté par la loi à la demande de la Cour d'État. Les juges retraités de la Cour d'État ou d'autres personnes instruites ou expérimentées dans la loi, peuvent servir temporairement à la Cour d'État à la demande du juge en chef. Le juge en chef peut donner une affectation spéciale à une personne pour servir de juge associé pour un cas précis. En cas de vacance du juge en chef, ou s'il est malade, absent ou incapable d'agir, un juge associé doit servir temporairement à sa place.
Section 3. Le gouverneur doit désigner et nommer, avec l'avis et le consentement de l'Assemblée législative, le juge en chef et les juges associés de la Cour d'État. Les juges de la Cour d'État doivent tenir leurs bureaux pour un mandat de six ans.
Section 4. La rémunération des juges de la Cour d'État doit être prévue par la loi. Leur rémunération ne doit pas être diminuée au cours de leurs mandats respectifs, sauf par une loi générale s'appliquant aux agents salariés du gouvernement de l'État.
Section 5. Les tribunaux doivent avoir une cour de premier degré et une cour d'appel tel que prescrit par la loi.
Annotations de cas : Une disposition d'une loi de l'État qui tente de placer la formule "compétence exclusive" dans les statuts de la Cour d'État de Yap ne peut pas enlever à un tribunal national des responsabilités qui lui sont imposées par la constitution nationale, qui est la «loi suprême des États fédérés de Micronésie." Gimnang v. Yap, 5 FSM Intrm. 13,23 (App. 1991). Une loi de l'État ne peut pas défausser la Cour suprême des États fédérés de Micronésie de sa compétence exclusive dans les cas relevant de l'art. XI, § 6 (a) de la Constitution des États fédérés de Micronésie. Faw v. FSM, 6 FSM Intrm. 33, 36-37 (Yap 1993).
Section 6. La Cour d'État doit établir et promulguer des règles régissant la pratique et la procédure dans les affaires civiles et pénales, qui aura la force et l'effet de la loi, à condition que l'Assemblée législative peut créer ou modifier ces règles par la loi. La Cour d'État est une cour d'enregistrement.
Section 7. Les décisions de la Cour doivent être compatibles avec la présente Constitution, les traditions et les coutumes de l'État, et la configuration sociale et géographique de l'État.

### Article 9: Fiscalité et finances
La section 9 a été ajoutée par un amendement constitutionnel adopté par les électeurs de l'État de Yap le 7 novembre 2006 et certifié par le commissaire aux élections de l'État de Yap le 24 novembre 2006. L'amendement a été défini dans la proposition de loi no 2004-51, D2 de la Convention constitutionnelle de Yap de 2004.
Section 1. Le pouvoir d'imposition ne doit jamais être remis, suspendu ou contracté continuellement
Section 2. Aucun impôt ne doit être perçu ou des fonds publics appropriés ou des biens publics transférés, sauf à des fins publiques.
Section 3. La propriété du gouvernement de l'État ou de ses subdivisions politiques est exonérée d'impôt.
Section 4. Le pouvoir de taxation doit être réservé au gouvernement de l'État, hormis lorsqu'il peut être délégué par l'Assemblée législative aux gouvernements locaux ; à condition que le gouvernement de l'État ne peut pas taxer les biens immobiliers. L'Assemblée législative peut répartir les recettes de l'État entre les gouvernements locaux.
Section 5. L'assemblée législative ne doit pas s'approprier les fonds en excédents des revenus disponibles estimés.
Section 6. Aucune somme ne doit être retirée du Trésor public, ni tenue en obligation, sauf en conformité avec le droit.
Section 7. Le gouverneur soumet à l'Assemblée législative un budget exposant un plan complet des dépenses et des recettes proposées prévues pour le gouvernement de l'État, accompagnées d'autres informations que l'Assemblée législative peut exiger. Le budget doit être présenté dans un document écrit, en une seule fois, et pour les années d'exercices prescrites par la loi.
Le gouverneur doit également soumettre des projets de loi pour pourvoir aux dépenses proposées et pour toutes les recettes supplémentaires recommandées en un temps prescrit par la loi.
Section 8. Il doit y avoir des audits réguliers et indépendants des organismes de l'État et des revenus.
Section 9. L'État doit mener des auditions régulières de supervision publique des organismes de l'État et des revenus.

### Article 10: Amendement
Section 1. Un amendement à la présente Constitution peut être proposé par une Convention constitutionnelle. Au moins tous les dix ans, l'Assemblée législative doit soumettre aux électeurs la question: « Y aura-t-il une convention pour modifier la Constitution ? » Si la majorité des suffrages exprimés sur la question est affirmative, les délégués à la Convention seront choisis au plus tard à la prochaine élection ordinaire dans l'État.
Section 2. Un amendement à la présente Constitution peut être proposé par une initiative populaire. Une initiative est proposée par une pétition contenant l'amendement proposé. La pétition doit être signée par au moins vingt-cinq pour cent des électeurs inscrits et déposée auprès du gouverneur qui en certifie la validité.
Section 3. L'Assemblée législative peut proposer un amendement à la présente Constitution en adoptant une résolution par un vote des trois quarts des membres de l'Assemblée législative.
Section 4. Lors d'une élection générale ou spéciale, ou d'un référendum, une proposition de modification doit être soumise à l'électorat pour approbation ou rejet lors d'un scrutin séparé. Un amendement proposé devient une partie de la Constitution lorsqu'il est approuvé par une majorité des voix exprimées.
Section 5. L'Assemblée législative doit affecter des fonds et promulguer les lois nécessaires à la mise en œuvre du présent article.

### Article 12: Santé et éducation
La section 3 a été ajoutée par un amendement constitutionnel adopté par les électeurs de l'État de Yap le 7 novembre 2006 et certifié par le commissaire aux élections de l'État de Yap le 24 novembre 2006. L'amendement a été défini dans la proposition no 2004-47, D3 de la Convention constitutionnelle de Yap de 2004.
Section 1. Le Gouvernement de l'État doit assurer la protection et la promotion de la santé publique, ce qui peut inclure la pratique traditionnelle de la médecine.
Section 2. Le Gouvernement de l'État doit assurer l'éducation publique et les écoles. L'enseignement élémentaire public doit être gratuit. Les traditions et coutumes du peuple de cet État doivent être enseignées dans les écoles publiques comme prévu par la loi.
Section 3. Les normes pour l'éducation dans l'État de Yap doivent être prescrites par la loi.

### Article 13: Conservation et développement des ressources
Les sections 1 et 2 ont été modifiées par un amendement constitutionnel adopté par les électeurs de l'État de Yap le 7 novembre 2006 et certifié par le commissaire aux élections de l'État de Yap le 24 novembre 2006. L'amendement des sections 1 et 5 a été défini dans la proposition de loi no 2004-39, D1 de la Convention constitutionnelle de Yap de 2004 et l'amendement de la section 2 dans la proposition de loi no 2004-14, D1. Les portions ôtées sont entre [crochets], celles rajoutées sont soulignées.
Section 1. Le Gouvernement de l'État [doit promouvoir] peut assurer la protection, la conservation et le développement durable de l'agriculture, de la pêche, des ressources minérales, forestières, de l'eau, de la terre et des autres ressources naturelles.
Section 2. Un accord pour l'utilisation de la terre où l'un des partis n'est pas un citoyen des États fédérés de Micronésie ou une société entièrement détenue par un de ses citoyens ne doit pas dépasser une durée de [cinquante] cent ans. L'Assemblée législative peut prescrire une durée moindre.
Section 3. Un titre de propriété de la terre ne peut être acquis que d'une manière compatible avec les traditions et les coutumes.
Section 4. Les substances radioactives et nucléaires ne doivent pas être testées, stockées, utilisées ou éliminées dans l'État.
Section 5. L'État reconnaît les droits traditionnels et la propriété des ressources naturelles et de l'espace maritime de l'État depuis la ligne des hautes-eaux [, à l'intérieur] et jusqu'à 12 miles de la ligne de base des îles. Aucune action ne peut être entreprise pour porter atteinte aux droits traditionnels et de propriété, à l'exception de celle que le gouvernement de l'État peut prévoir pour la conservation et le développement durable [protection] des ressources naturelles dans l'espace maritime de l'État depuis la ligne des hautes eaux [, à l'intérieur] et jusqu'à 12 miles de la ligne de base des îles.
Section 6. Une pêche étrangère, de recherche ou un navire d'exploration ne doit pas prendre les ressources naturelles de toute zone au sein de l'espace maritime de l'État, sauf dans la mesure permise par les personnes appropriées exerçant les droits traditionnels et par la propriété et par la loi.

### Article 14: Dispositions générales
Les sections 1 et 2 ont été modifiées par un amendement constitutionnel adopté par les électeurs de l'État de Yap le 7 novembre 2006 et certifié par le commissaire aux élections de l'État de Yap le 24 novembre 2006. La modification de la section 1 a été défini dans la proposition de loi no 2004-76, D2 de la Convention constitutionnelle de Yap de 2004 et l'ajout de la section 10 dans la proposition de loi no 2004-76, D2. Les portions ôtées sont entre [crochets], celles rajoutées sont soulignées.
Section 1. Colonia est la capitale de l'État, sauf indication contraire par la loi. L'Assemblée législative doit prévoir la désignation et la démarcation de la frontière de la capitale de l'État.
Section 2. Il doit y avoir un système de service civil pour le gouvernement de l'État, lequel doit être fondé sur des principes de mérite.
Section 3. Tous les agents publics, avant d'assumer les devoirs de leur charge, doivent prêter et souscrire le serment ou l'affirmation suivante : « Je jure solennellement que je vais soutenir et défendre la Constitution de l'État de Yap, et que je remplirai fidèlement mes fonctions comme (nom de l'emploi) au mieux de mes capacités, avec l'aide de Dieu ». Le législateur peut prescrire d'autres serments ou affirmations.
Section 4. Nul ne peut recevoir, utiliser, ou bénéficier d'un quelconque revenu du gouvernement, d'une propriété ou d'un service pour son compte ou son gain personnel, sauf dans la mesure permise par la loi.
Section 5. Les langues indigènes de l'État et l'anglais doivent être les langues officielles.
Section 6. Le sens de toute disposition de la présente Constitution doit être déterminé conformément à l'intention des délégués.
Section 7. Le peuple peut adopter, modifier ou abroger des lois par une initiative populaire. Une pétition d'initiative populaire doit contenir le texte intégral de la proposition de loi, la modification ou la loi à abroger et doit être signé par au moins vingt-cinq pour cent des électeurs inscrits de l'État. Une pétition d'initiative populaire doit être déposée auprès du procureur général pour sa certification. Une pétition d'initiative populaire certifiée par le procureur général doit être soumise aux électeurs lors de la prochaine élection générale et prend effet si elle est approuvée par une majorité des voix exprimées pour l'initiative.
Section 8. Un citoyen des États fédérés de Micronésie dont le domicile est dans l'État est un citoyen de l'État.
Section 9. Le gouverneur, le lieutenant-gouverneur ou un membre de l'Assemblée législative peut être révoqué par un rappel. Un rappel est déclenché par une pétition qui identifie le fonctionnaire qui est cherché à être rappelé par son nom et sa fonction, qui indique les motifs du rappel, et qui doit être signé par au moins vingt-cinq pour cent des personnes habilitées à voter pour le poste occupé par l'officiel. Une élection de rappel spéciale doit avoir lieu au plus tard soixante jours civils après le dépôt de la pétition de rappel. Un fonctionnaire ne doit être démis de ses fonctions qu'avec l'approbation d'une majorité des personnes qui votent à l'élection. Une pétition de rappel ne peut être déposée contre un fonctionnaire plus d'une fois par trimestre ou au cours de la première année d'un mandat.
Section 10. Les personnes à handicap mental doivent être hébergées dans les conditions prévues par la loi.
ARTICLE XV, Section 9. L'Assemblée législative doit adopter des traductions officielles de la présente Constitution.